# Gitaarconcert nr. 1 (Hovhaness)
Alan Hovhaness componeerde zijn Gitaarconcert opus 325 in 1979. Alhoewel Hovhaness later een tweede gitaarconcert schreef, bleef deze nummerloos.
In 1978 had Hovhaness als een stuk geschreven voor gitaar en orkest. Het werd uitgegeven onder de titel Symfonie nr. 39 voor gitaar en orkest. De gitaarpartij in dat werk is relatief eenvoudig. Javier Caldéron, gitarist van Boliviaanse afkomst wilde een muziekstuk waarin hij zijn virtuositeit kwijt kon. Er kwam een verzoek van het Minnesota Orchestra op 10 juli 1978 en Hovhaness kon aan de slag. Op 21 januari 1979 was Hovhaness klaar met zijn als opus 325 genummerde werk. Er vond regelmatig correspondentie plaats tussen beoogd solist en de componist. Hovhaness was niet bij de première op 10 juli 1979 aanwezig, maar kreeg van de solist een tape opgestuurd. Pas in 2005 werd het op compact disc vastgelegd.

## Muziek
De muziek volgt de klassieke driedeling:
1. Largo
2. Andante espressivo
3. Allegro

Het symfonieorkest zet vol in bij het begin van het concert. Zij wordt onderbroken door feeërieke percussie om vervolgens weer in te zetten. Na herhaling van het eerste thema is de gitaar aan de beurt. Deze gitaarpartij is volgens de componist geschreven in een Jhala-stijl; de stijl voert terug op de muziek die gemaakt wordt door kommen water met verschillende hoeveelheden water te vullen, zodat bij aanraking toonhoogten ontstaan door de golfjes (Sanskriet: Jhala taranga). De gitaarstem en orkest wisselen elkaar gedurende het eerste deel af, waarbij de gitarist steeds op dezelfde toon terugkomt; een vergelijking met de muziek van Johann Sebastian Bach is dan snel gemaakt. Later in dat deel krijgen we meer gitaarmuziek te horen zoals dat normaal is in gitaarconcerten; een beetje Spaans met getokkelde akkoorden.
Deel twee is veel romantischer. De initiator van dit deel is de fagot. De sologitaar wordt daarin begeleid door solo-instrumenten uit het orkest; bijvoorbeeld de combinatie dwarsfluit-gitaar, maar ook trombone-gitaar. Dit mondt uit in de cadens voor gitaar.
Deel drie begint met een melodielijn voor de solist die gedurende 53 maten begeleid wordt door het orkest om vervolgens wederom een cadens te spelen. Het gehele deel is geschreven is wisselende achtstematen; 5, 7, 8, 9, 10 en 11-achtste maten wisselen elkaar af, zonder dat de luisteraar daar iets van merkt.
De componist noemde het een lange melodie; mevrouw Hovhaness, de sopraan Hinako Fujihara noemde het een lang liefdeswerk. De eerste uitvoering werd gegeven door Caldéron, begeleid door het Minnesota Orchestra onder leiding van Leonard Slatkin in het volgende avondprogramma:
- Carlos Chávez - Sinfonia India (symfonie nr. 2)
- Isaac Albeniz - Suite Espagnola voor gitaar
- Alan Hovhaness - Gitaarconcert
- pauze
- Ottorino Respighi - Ancient Airs and Dances, set 3
- Ottorino Respighi - I Pini di Roma.

## Orkestratie
- gitaar
- 3 dwarsfluiten, 3 hobo’s, 2 klarinetten, 2 fagotten;
- 4 hoorns, 3 trompetten, 3 trombones, 1 tuba
- 1 stel pauken, 3 man / vrouw percussie;
- violen, altviolen, celli, contrabassen.